# Französische Badmintonmeisterschaft 2005
Die Französische Badmintonmeisterschaft 2005 fand vom 4.  bis 6. Februar 2005 in Quimperlé statt. Es war die 56. Austragung der nationalen Titelkämpfe im Badminton in Frankreich.

## Sieger und Finalisten
| Disziplin    | Gold                              | Silber                           |
| ------------ | --------------------------------- | -------------------------------- |
| Herreneinzel | Jean-Michel Lefort                | Erwin Kehlhoffner                |
| Dameneinzel  | Pi Hongyan                        | Perrine Lebuhanic                |
| Herrendoppel | Thomas Quéré Erwin Kehlhoffner    | Vincent Laigle Manuel Dubrulle   |
| Damendoppel  | Weny Rahmawati Elodie Eymard      | Elisa Chanteur Perrine Lebuhanic |
| Mixed        | Jean-Michel Lefort Weny Rahmawati | Thomas Quéré Elodie Eymard       |